# Yannick Szczepaniak
Yannick Szczepaniak, né le 29 janvier 1980 à Sarreguemines (Moselle), est un lutteur français. Il a participé à deux Jeux Olympiques (2004 et 2008) et y a remporté une médaille de bronze en 2008.

## Biographie
Yannick a commencé la lutte en 1986 au club de Sarreguemines.
Encore junior, il a intégré l'INSEP en 1998 et est devenu vice-champion d'Europe Junior à Sofia (Bulgarie) en 2000 en moins de 97 kg. En 2003, il monte dans la catégorie moins de 120 kg toujours en lutte gréco-romaine et se qualifie pour les JO 2004 lors des Championnats du Monde à Créteil et finit 6e aux JO d'Athènes 2004.
Le 14 août 2008, il finit 5e aux JO de Pékin 2008. Cependant, à la suite du Rapport McLaren, l’échantillon B du russe Khassan Baroev vice-champion Olympique et vainqueur de Yannick en demi-finale est réexaminé et est ressorti positif. 8 ans plus tard, Yannick reçoit la médaille de bronze aux Jeux olympiques de Pékin. Cette médaille est officialisée en novembre 2016 après la disqualification de son adversaire pour dopage. Guy Drut, membre du CIO, lui remet officiellement sa médaille le 21 août 2017 lors d'une mise à l'honneur à l'occasion de la cérémonie d'ouverture des Championnats du Monde de lutte 2017 qui se sont déroulés à l'Accor Hotel Arena à Paris.

## Palmarès
- Champion de France juniors 2000
- Vice-champion d'Europe Junior 2000
- 4e aux Championnats du Monde juniors 2000 (-96 kg)
- 6e de la Coupe du Monde 2001
- Champion de France excellence 2003 (-120 kg)
- Champion de France par équipes 2003 avec l'AS Sarreguemines
- Vice-champion de France excellence 2001, 2002 (-96 kg)
- médaille de bronze aux Jeux olympiques de Pékin 2008

## Distinctions
- Médaille d'or de la Jeunesse et Sports (2008)
- Ceinture d'or de la Fédération Française de lutte (2009)
- Médaille de l'assemblée nationale (2017)
- Citoyen d'honneur de la ville de Sarreguemines (2017)
- Chevalier de l'ordre national du Mérite Il est fait chevalier le 15 novembre 2018[1].